# Seca no Uruguai de 2022-2023
A seca no Uruguai de 2022-2023 é um evento provocado pelo fenómeno de El Niño e agravado pelas consequências da mudança climática, como o aumento da temperatura. Ainda que o evento desenvolve-se desde 2018, situação agravou-se desde princípios de 2023, onde mais de 60% do território uruguaio se viu afetado por seca extrema ou severa entre os meses de outubro 2022 e fevereiro de 2023, e as precipitações esperadas entre o mesmo período, estiveram por abaixo da média. Esta seca persistente causou perdas de produção a mais de 1.000 milhões de dólares e complicações no fornecimento de água potável. Para fins de janeiro do 2023, prévio à crise hídrica da zona metropolitana, a seca já afetava a 75.000 pessoas em cinco departamentos do interior do país.
resposta à crise, o governo nacional declarou o estado de emergência agropecuária em todo o país em outubro de 2022, com vigência até fins de abril de 2023. A seca provocou uma redução do acesso à água potável e perdas para os produtores agrícolas.

## Registros

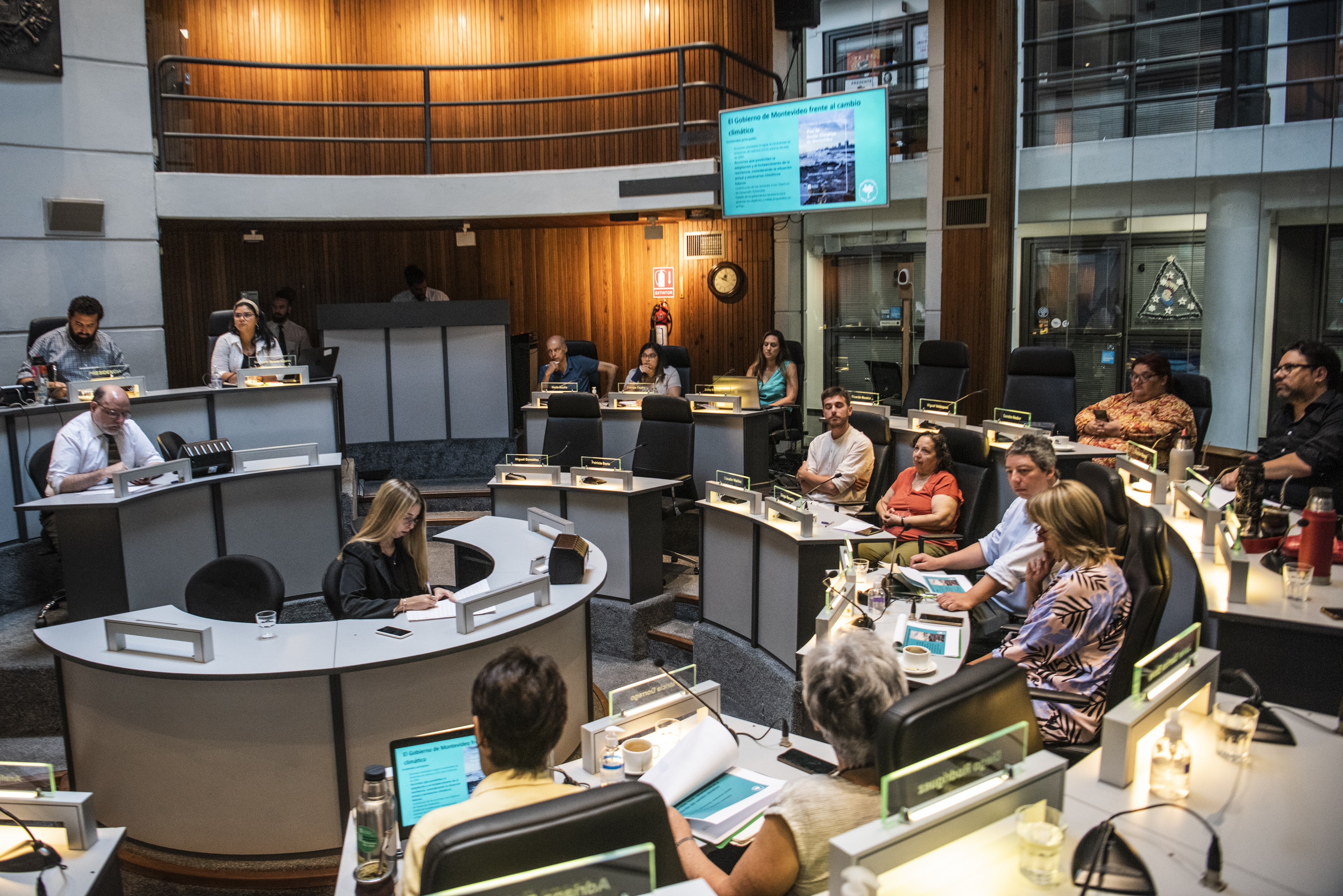
Coletiva de imprensa sobre medidas emergenciais para produtores rurais no Conselho Departamental de Montevidéu.

Uruguai sofreu várias secas nos últimos anos, as mais graves em 2008/09 e 2018. Em 2018, a seca causou umas perdas económicas estimadas de 500 milhões de dólares no Uruguai e de 3.400 milhões de dólares na Argentina. A falta de precipitações a princípios de 2023 também causou uma redução significativa na disponibilidade e o acesso ao água no Uruguai, afetando a mais de 75.000 pessoas.
Os agricultores do Uruguai têm estado investindo em tecnologia para combater as secas e mitigar seu impacto no rendimento agrícola. Apesar disso, a mudança climática segue afetando à produção agrícola, com previsões de tempo seco até janeiro de 2023.
Leva-se desenvolvendo políticas para gerir os riscos climáticos desde princípios da década de 2000, passando de um enfoque de gestão de catástrofes  a outro de gestão de riscos. Isto inclui medidas como os sistemas de alerta temporã de fenómenos meteorológicos extremos e a melhora dos sistemas de irrigação para a produção agrícola.

## Incêndios
Os incêndios relacionados com a seca têm sido um problema importante em Uruguai desde 2018. A falta de precipitações provocou uma importante redução na disponibilidade e acesso ao água no país, com um 20,51% do território afetado por condições de seca.
As altas temperaturas e a falta de precipitações caracterizam a atual estação estival em Uruguai, na que se repetem os incêndios sobretudo nos bosques. No Parlamento está a debater-se um projeto de lei em matéria florestal que contempla importantes disposições para prevenir estes incêndios.
Muitos agricultores argentinos também têm alterado suas estratégias de semeia devido à estação seca, atrasando a data em que plantam as sementes para esperar a que chova mais.

## Crise por falta de água
Em 2017 tomaram-se medidas para abordar a crise do água no país, incluído o estabelecimento de um Plano Nacional do Água. Este plano tem como objetivo garantir o desenvolvimento sustentável e o acesso à água potável para todos os cidadãos. No 2019, o Banco Mundial proporcionou mais de 141 milhões de dólares em empréstimos para apoiar este plano e melhorar a sustentabilidade financeira dos serviços de água e saneamento do Uruguai.
Em outubro de 2022 o Ministério de Agricultura, Bovinos e Pesca (MGAP) declarou estado de emergência agropecuária por um período de 90 dias para todo o país devido às condições de seca.
- Reserva de Paso Severino observada pela NASA, junho 2022.
- Reserva de Paso Severino observada pela NASA, junho 2023.

A falta de precipitações a princípios de 2023 provocou uma redução significativa da disponibilidade e o acesso ao água no país. Este fenómeno teve graves repercussões nas comunidades afetadas, especialmente nas que dependem da agricultura. O governo e as organizações de ajuda proporcionaram assistência aos afetados por esta emergência.
A situação complicou-se ainda mais pelo facto de que mais de 60% do território uruguaio sofreu de seca extrema ou grave em outubro de 2022-janeiro de 2023, o que levou a pedir aos cidadãos que façam um uso razoável do água à medida que diminuem as reservas.
Baseando nos prognósticos sem previsão de precipitações, na segunda-feira 19 de junho do 2023 o presidente da República informou em conferência de imprensa que o governo decretava a emergência hídrica na Área metropolitana de Montevideu, Uruguai, onde reside quase o 60% da população do país.

## Impacto social

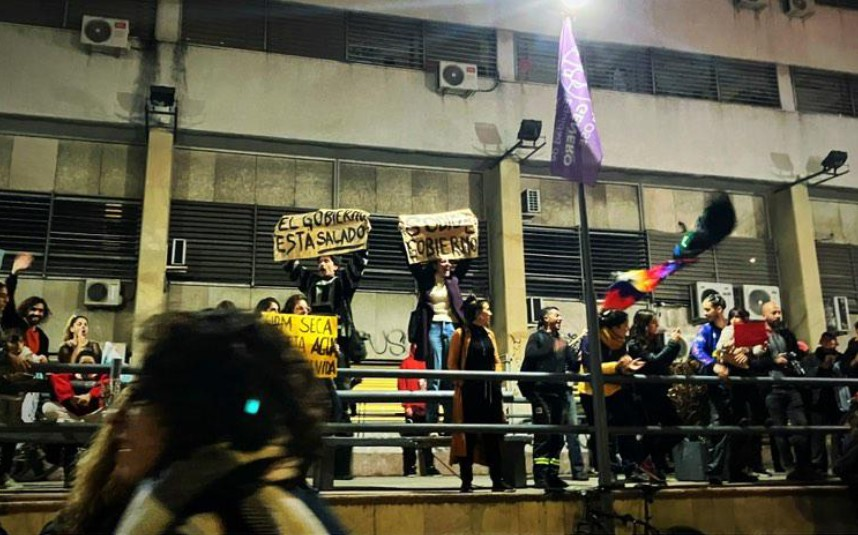
Protestos em maio de 2023 em Montevideo pela situação do aumento da salinidade na água potável pelas baixas reservas de água doce.

Durante uma severa seca atravessada durante anos em Cidade do Cabo, África do Sul, a qual atingiu seu momento mais crítico durante o 2018, se cunhou a expressão do "Dia Zero" para referir ao dia em que a cidade ficaria sem água potável. Esta situação sucedeu em Montevideu  em junho do 2023, convertendo-se no primeiro caso mundial de uma capital sem água potável no século XXI.
A situação vê-se refletida tanto na imprensa local como estrangeira. No caso local, desde Caras e Caretas, revista semanal uruguaia, fala-se da aprovação na Câmara de Senadores (Uruguai) e na Câmara de Representantes do Uruguai da criação do Fundo de Emergência Hídrica durante a jornada da 5 de julho do 2023, ao igual que no Jornal Diária uruguaio onde também se faz referência à aprovação do fundo de emergência.
Desde a imprensa estrangeira também se fizeram notícias da situação. Por exemplo, da Deutsche Welle tem-se informando o que se tenha decretado a emergência hídrica e desde a CNN em Espanhol se relata que, segundo um especialista consultado, desde o governo: "Não se respondeu adequadamente à crise".